# リョンロート (小惑星)
リョンロート (2243 Lönnrot) は、小惑星帯に位置する小惑星。フィンランドの天文学者ユルィヨ・バイサラがトゥルクで発見した。
フィンランド人の医者であり民間説話の収集家、エリアス・リョンロートに因んで命名された。